# Haysam Ali
Haysam Ali (São Paulo, 10 de Maio de 1988)  é um ator brasileiro-americano. Ficou conhecido por interpretar o serial killer apelidado de “Vampiro de Niterói” e por seu papel como protagonista no filme Play (2024), no qual deu vida a Henry Costa.  No início da carreira, trabalhou com promoção de eventos e marketing digital, além de ter participado do reality show “A Fazenda de Verão  (2012).

## Primeiros anos
Haysam Ali nasceu em São Paulo, Brasil, em 10 de maio de 1988. Seu pai é libanês e sua mãe é brasileira.

## Formação
Em 2022, ele se formou na Stella Adler Studio of Acting em Los Angeles.

## Carreira
Haysam Ali iniciou sua carreira com promoção de eventos em 2009. Ele idealizou um circuito de festas em São Paulo chamado “Circuito Velvet Club” e realizou o primeiro evento LGBTQA+ no Buddha Bar, no antigo prédio da Daslu, que contou com a participação da DJ Samantha Ronson.Mais tarde, ele transformou o heliponto do Hotel Tivoli Mofarrej em uma pista de dança.
Em 2010, Ali esteve envolvido na criação de uma petição e na coleta de 100.000 assinaturas para trazer Lady Gaga ao Brasil.
Em 2012, Ali foi convidado para integrar o elenco do reality show Fazenda de Verão.Ele deixou o programa após 43 dias na casa devido a questões de saúde mental desencadeadas pelo estresse e pela pressão de sofrer bullying durante sua participação no programa.
Em 2014, ele lançou um blog junto ao R7.com chamado Sem Censura, que apresentava entrevistas com celebridades brasileiras, como Ticiane Pinheiro. O blog tinha o formato de um programa de TV.
Em 2017, ele se mudou para Nova York, onde dirigiu uma agência de marketing digital, trabalhando com marcas como AT&T e Frontier Communications.
Em 2022, mudou-se para Los Angeles para se dedicar integralmente à sua carreira de ator. Ele estudou no Stella Adler Studio of Acting.
Em 2024, Ali estrelou como ator principal no curta-metragem chamado Play.
O filme tem como objetivo ajudar na conscientização contra o bullying.
No mesmo ano, foi anunciado que ele interpretaria o assassino Marcelo Costa de Andrade, mais conhecido como o “Vampiro de Niterói”, em uma peça teatral em Los Angeles.
Em 2025, Haysam interpretou o papel de Benvolio em um remake de Romeu e Julieta em Los Angeles, Califórnia.

## Filmografia
- 2012, Fazenda de Verao como parte de elenco[14]
- 2024, Play como Henry Costa[4]